# Tonneins
Tonneins is een gemeente in het Franse departement Lot-et-Garonne (regio Nouvelle-Aquitaine). De gemeente telde 9.461 inwoners op 1 januari 2022. De plaats maakt deel uit van het arrondissement Marmande.

## Geschiedenis
Tijdens het ancien régime bestond Tonneins uit twee kernen. Tonneins-Dessous werd gebouwd op een rotsheuvel boven de Garonne, Tonneins-Dessus werd iets verder stroomopwaarts gebouwd. Het waren aparte parochies en aparte baronieën. Deze hadden te lijden onder de Honderdjarige Oorlog en onder de Hugenotenoorlogen. Tonneins was al vroeg protestants. Hendrik van Navarra, de latere koning Hendrik IV, verbleef er geregeld. De stad, verdedigd door een protestants garnizoen geleid door Jacques Nompar de Caumont, werd in 1622 ingenomen en bijna volledig verwoest door het leger van koning Lodewijk XIII.
De voornaamste industrie van Tonneins was het maken van touw voor de schepen van Bordeaux. Aan de vooravond van de Franse Revolutie waren er duizend touwslagers werkzaam in Tonneins. Ze verkregen hun grondstof van de hennepvelden in de omgeving. In de streek werd sinds de 16e eeuw ook tabak geteeld. De tabaksmanufactuur van Tonneins (Manufacture royale des tabacs) werd opgericht in 1721. Deze stelde tot 1.200 mensen te werk. Na de Franse Revolutie werd de manufactuur geprivatiseerd en kwamen er vijf tabaksfabrieken in de gemeente. In 1875 kwam er een nieuw gebouw en de manufactuur bestond tot 2001.
Pas na 1789 werd Tonneins één gemeente. In 1835 kwam er voor het eerst een brug over de Garonne in Tonneins. Deze hangbrug werd in 1923 vervangen door een betonnen brug ontworpen door Eugène Freyssinet.

## Geografie
De oppervlakte van Tonneins bedroeg op 1 januari 2022 34,78 vierkante kilometer; de bevolkingsdichtheid was toen 272 inwoners per km². Het centrum van de gemeente ligt op de rechteroever van de Garonne.
De onderstaande kaart toont de ligging van Tonneins met de belangrijkste infrastructuur en aangrenzende gemeenten.

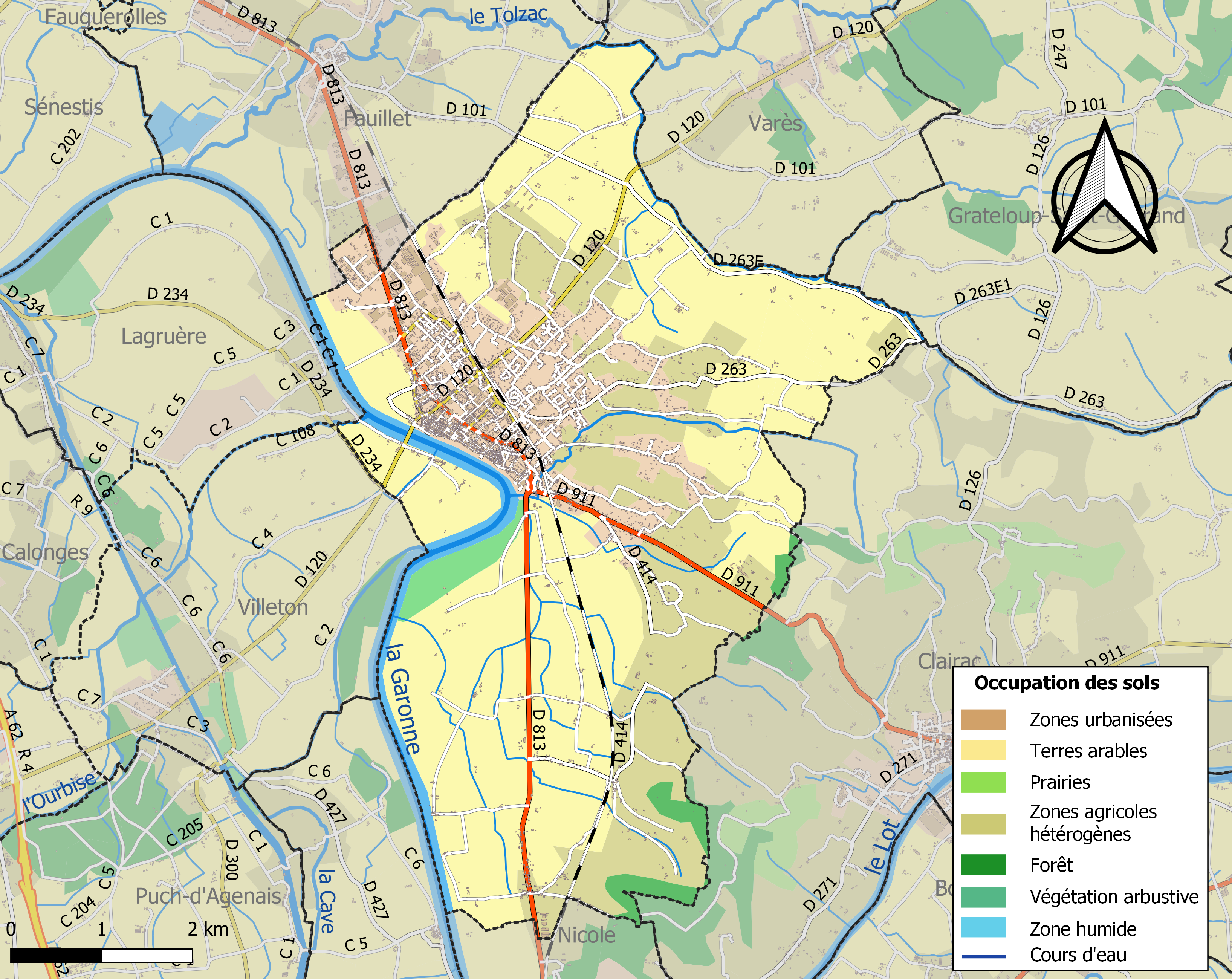

## Verkeer en vervoer
In de gemeente ligt spoorwegstation Tonneins.

## Demografie
Onderstaande figuur toont het verloop van het inwonertal (bron: INSEE-tellingen).

## Geboren
- Jean-Théodore Joyeux (1865-1938), wielrenner
- Paul Bérato (1915-1989), schrijver
- Hugues Maurin (1925-2017), beeldhouwer
- Marouane Chamakh (10 januari 1984), Marokkaans voetballer